# Doudleby nad Orlicí (zámek)
Doudleby nad Orlicí jsou renesanční zámek, který se nachází ve stejnojmenné obci v okrese Rychnov nad Kněžnou v Královéhradeckém kraji. Je unikátní díky kobercovému sgrafitu, které pokrývá nejenom vnější zdi, ale i zdi nádvoří a komíny. Po celou dobu (kromě období komunistického režimu) patřil rodu Bubnů z Litic.

## Historie
Doudleby nad Orlicí s okolními vesnicemi koupil Mikuláš z Bubna a na Přestavlcích v roce 1562 od dědiců Václava Okrouhlického z Kněnic. Protože Mikuláš současně s tímto statkem koupil také sousední litické panství a své přestavlcké prodal, začal podle původního centra nově získaného panství na hradě v Liticích užívat přídomek "na Liticích", přičemž své sídlo přenesl do pohodlnějšího Žamberku, do někdejšího panského domu Václava Okrouhlického, který byl za Mikuláše a jeho potomků přestavěn na zámek. V Doudlebech Mikuláš nechal pod vedením severoitalských mistrů v letech 1588–1590 vystavět pro svoje potřeby jednoduchý lovecký zámek, který současně sloužil jako letní sídlo. V období raného baroka byl zámek především v interiérech výrazně upraven. Nejdříve kolem roku 1630 za Jindřicha Jana z Bubna, z této doby pochází arkády na nádvoří a vstupní portál. A znovu v letech 1670–90 Františkem Adamem z Bubna, kdy došlo k větším úpravám. Když byli Bubnové v důsledku vážné finanční krize, způsobené nákladným životem Františka (de Paula) Adama z Bubna (1769–1809), v roce 1809 nuceni prodat celý žamberský díl svého podorlického panství (včetně převážné části rodové knihovny, archivu i mobiliáře zámku v Doudlebech) Veriandovi hraběti Windischgrätzovi, přestěhovali se do Doudleb natrvalo. V roce 1948 byl zámek znárodněn. V 50. letech byl na zámek vypsán demoliční výměr. Komise, která o demolici původně rozhodla, změnila po osobní návštěvě zámku názor a vyjádřila nutnost jeho zachování a rekonstrukce. Během obhlídky totiž byla pod novější omítkou objevena původní, dobře zachovalá sgrafitová výzdoba. Po Sametové revoluci byl zámek v restituci navrácen sourozencům Adamu Bubna-Liticovi a Eleonoře Dujkové. V současnosti je jeho majitelkou vnučka Eleonory Dujkové Barbora Tomášková.

## Stavební podoba
Jednopatrové budovy zámku tvoří uzavřenou čtyřkřídlou dispozici obklopující nádvoří. Vstup do zámku je zdůrazněn pozdně renesančním portálem, umístěným v ne zcela osově situovaným rizalitem. Obdobný, ale drobnější rizalit je umístěn také na opačné straně zámecké dispozice. Vstupní rizalit je opatřen barokním volutovým štítovým nástavcem a také šestibokou, ze střechy vystupující věžičkou s cibulovou bání. Zámek je dekorován pozoruhodnou, velmi bohatě utvářenou ornamentální sgrafitovou výzdobou. Nádvoří nezvykle pouze v přízemí obíhá renesanční arkáda nesená toskánskými sloupy. Fasády byly původně ukončeny výrazně předstupující lunetovou římsou, která však byla v době barokních úprav odstraněna.
V interiéru zámku je dochována řada místností vybavených bohatou raně barokní štukatérskou a malířskou výzdobou. Pozoruhodná jsou také ve velkém sále dochovaná raně barokní kachlová kamna (1690).

## Zámek ve filmu
Na zámku se natáčely následující filmy:
- Bathory (2008, režie: Juraj Jakubisko)[4]
- Stáří není pro sraby (2022, režie: Tomáš Magnusek)[4]
- Krakonošovo tajemství (2022, režie Peter Bebjak)